# Indijski pokret za nezavisnost
Indijski pokret za nezavisnost bio je niz aktivnosti sa konačnim ciljem okončanja britanske vladavine u Indiji. Pokret je ukupno trajao 90 godina (1857–1947).
Prvi nacionalistički revolucionarni pokret pojavio se u Bengalu (današnji Zapadni Bengal i Bangladeš), ali su se kasnije ukorenili u novoformiranom Indijskom nacionalnom kongresu sa istaknutim umerenim vođama koji su tražili samo svoje osnovno pravo da se prijave za ispite u Državnoj službi Indije (Britanska Indija), kao i više prava, ekonomskih po prirodi, za zemljoradnike. U ranom delu 20. veka došlo je do radikalnijeg pristupa političkoj samoupravi koji su zastupali lideri kao što su Lal Bal Pal, Aurobindo Goš, V. O. Čidambaram Pilaj. U poslednjim fazama borbe za samoupravu od 1920-ih pa nadalje Kongres je usvojio politiku Mohandasa Karamčanda Gandija protiv nenasilja i građanske neposlušnosti, i nekoliko drugih kampanja. Nacionalisti poput Subaša Čandra Bosea, Bagata Singa, Baga Džatina, propovedali su oružanu revoluciju za postizanje samouprave. Pesnici i pisci kao što su Subramanija Barati, Rabindranat Tagor, Muhamed Ikbal, Džoš Malihabadi, Mohamad Ali Džouhara, Bankima Čandra Čatopadija i Kazi Nazrul Islam koristili su književnost, poeziju i govor kao oruđe za političko osvešćivanje. Feministkinje poput Sarojini Najdu i Begum Rokeja promovisale su emancipaciju indijskih žena i njihovo učešće u nacionalnoj politici. Bhimrao Ramdži Ambetkar se zalagao za problem ugroženih delova indijskog društva u okviru šireg pokreta samouprave. Period Drugog svetskog rata doživeo je vrhunac kampanja Avgustovskog pokreta na čelu sa Kongresom, i pokreta Indijske nacionalne armije koji je vodio Subaš Čandra Bose.
Indijski pokret samoupravljanja bio je masovni pokret koji je obuhvatao različite slojeve društva. Takođe je bio podložan procesu stalne ideološke evolucije. Iako je osnovna ideologija pokreta bila antikolonijalna, podržana je vizijom nezavisnog kapitalističkog ekonomskog razvoja, zajedno sa sekularnom, demokratskom, republičkom i građansko-libertarijanskom političkom strukturom. Posle 1930-ih, pokret je poprimio snažnu socijalističku orijentaciju. Rad ovih različitih pokreta na kraju je doveo do Indijskog zakona o nezavisnosti iz 1947, kojim je okončano sizerenstvo u Indiji i stvaranje Pakistana. Indija je ostala domen krune do 26. januara 1950, kada je na snagu stupio Ustav Indije kojim je uspostavljena Republika Indija; Pakistan je bio dominion do 1956. godine, kada je usvojio svoj prvi republički ustav. Godine 1971, Istočni Pakistan je proglasio nezavisnost Narodne Republike Bangladeš.

## Zaleđina (1757–1883)

### Rani britanski kolonijalizam u Indiji
Evropski trgovci su prvobitno prispeli do indijskih obala dolaskom portugalskog istraživača Vaska da Game 1498. godine u luku Kalikat, u potrazi za unosnom trgovinom začina. Nešto više od jednog veka kasnije, Holanđani i Englezi su osnovali su trgovinske ispostave na potkontinentu, sa prvim engleskim trgovačkim postajama postavljenim u Suratu 1613. godine. Tokom sedamnaestog i početkom osamnaestog veka, Britanci su vojno porazili Portugalce i Holanđane, ali su ostali u sukobu sa Francuzima, koji su do tada želeli da se uspostave na potkontinentu. Propadanje Mogulskog carstva u prvoj polovini 18. veka pružilo je Britancima priliku da uspostave čvrsto uporište u indijskoj politici. Nakon bitke kod Plasija 1757. godine, tokom koje je Indijska armija Istočnoindije kompanije pod komandom Roberta Klajva pobedila Siradž ud-Daula, muslimanskog vladara Bengala, kompanija se uspostavila kao glavni uticaj u indijskim aferama i ubrzo nakon toga stekla administrativna prava nad regionima Bengal, Bihar i midnapurskim delom Odiše, posle Buksarske bitke 1764. godine. Nakon poraza Tipu Sultana, veći deo Južne Indije je došao ili pod direktnu vlast kompanije, ili pod njenu indirektnu političku kontrolu, kao deo kneževske države u vazalskoj alijansi. Kompanija je zatim preuzela kontrolu nad regionima kojima je vladalo carstvo Marata, nakon pobeda u nizu ratova. Pandžab je aneksiran 1849. godine, nakon poraza sikskih armija u Prvom (1845-1846) i Drugom (1848–49) anglo-sikskim ratu.
Engleski je uspostavljen kao medijum nastave u indijskim školama 1835. godine, a mnogi Indijci su sve više osporavali britansku vladavinu. Englezi su pokušali da nametnu indijanskim masama zapadne standarde obrazovanja i kulture, verujući u superiornost zapadne kulture i prosvećenja u 18. veku. To je dovelo do makolejizma u Indiji.

### Rane pobune
Puli Tevar bio je jedan od protivnika britanske vladavine u Indiji. On je bio u sukobu sa Navabom od Arkota kojeg su podržavali Britanci. On je poznat po sukobima sa Marudanajagamom, koji se kasnije pobunio protiv Britanaca u kasnim 1750-im i ranim 1760-ima. Nelkatumseval, sadašnji Tirunelveli distrikt i indijskoj državi Tamil Nadu, bio je sedište Puli Tevana.
Sjed Mir Nisar Ali Titumir (27. januar 1782. - 19. novembar 1831) bio je islamski propovednik koji je tokom 19. veka vodio seljački ustanak protiv hindu zaminara Britanske Indije. Zajedno sa svojim sledbenicima, izgradio je utvrđenje od bambusa (Banšer Kela u Bengalu) u selu Narkelberija, koje je ušlo u bengalske narodne legende. Nakon što su britanski vojnici zauzeli tvrđavu, Titumir je umro od zadobijenih rana 19. novembra 1831.
Najjači otpor koji je kompanija doživela pružao je Majsor. Anglo-majsorski ratovi su bili niz ratova vođenih tokom poslednje tri decenije 18. veka između Kraljevine Majsor s jedne strane, i britanske Istočnoindijske kompanije (koju je uglavnom predstavljalo predsedništvo Madrasa), konfederacije Marata i Nizama od Hiderabada s druge strane. Hajdar Ali i njegov naslednik Tipu Sultan vodili su rat na četiri fronta, s Britancima koji su napadali sa zapada, juga i istoka, dok su snage Marata i Nizama napadale sa severa. Četvrti rat rezultirao je rušenjem vladavine Hajdar Alija i Tipua (koji je ubijen u poslednjem ratu 1799. godine) i raspadom Majsora u korist Istočnoindijske kompanije, koja je pobedila i preuzela kontrolu nad glavninom Indije.

## Literatura
- Bose, Nirmal (1985). „Subhas Chandra Bose and the Indian National Congress”. Indian Journal of Political Science. 46 (4): 438—450. JSTOR 41855198.
- Chandra, Bipan; Mukherjee, Mridula; Mukherjee, Aditya; Mahajan, Sucheta; Panikkar, K. N. (1989). India's Struggle for Independence. New Delhi: Penguin Books. стр. 600. ISBN 978-0-14-010781-4.
- Chandra, Bipan (2008). Communalism in Modern India. Har-Anand. стр. 140—. ISBN 978-81-241-1416-2.
- Collett, Nigel (2005). The Butcher of Amritsar: General Reginald Dyer. Hambledon Continuum. ISBN 978-1-85285-457-7.
- David, Saul (2002). The Indian Mutiny: 1857. Viking. стр. 122. ISBN 978-0-670-91137-0.
- Fischer-Tiné, Harald; Tschurenev, Jana, ур. (2014). A History of Alcohol and Drugs in Modern South Asia: Intoxicating Affairs. Taylor & Francis. стр. 255—257. ISBN 978-1-317-91681-9.
- Fraser, Thomas G. (april 1977). „Germany and Indian Revolution, 1914-18”. Journal of Contemporary History. 12 (2): 255—272. JSTOR 260216. doi:10.1177/002200947701200203.
- Gupta, Amit Kumar (1997). „Defying Death: Nationalist Revolutionism in India, 1897-1938”. Social Scientist. 25 (9/10): 3—27. JSTOR 3517678. doi:10.2307/3517678.
- Heehs, Peter (1998). India's Freedom Struggle: A Short History. Delhi: Oxford University Press. стр. 199. ISBN 978-0-19-562798-5.
- Hopkirk, Peter (1994). On Secret Service East of Constantinope. John Murray. ISBN 978-0-7195-5017-1.
- Jalal, Ayesha (1994). The Sole Spokesman: Jinnah, the Muslim League and the Demand for Pakistan. Cambridge University Press. ISBN 978-0-521-45850-4.
- Lahiri, Shompa (2000). Indians in Britain: Anglo-Indian Encounters, Race and Identity, 1880–1930. Psychology Press. ISBN 978-0-7146-4986-3.
- Lloyd, Nick (2011). The Amritsar Massacre: The Untold Story of One Fateful Day. I.B. Tauris. ISBN 978-1-84885-723-0.
- Majumdar, Bimanbehari (1966). Militant nationalism in India and its socio-religious background (1897-1917). General Printers & Publishers. OCLC 8793353.
- Mitra, Subrata K. (jul 1997). „Nehru's policy towards Kashmir: Bringing politics back in again”. Journal of Commonwealth & Comparative Politics. 35 (2): 55—74. doi:10.1080/14662049708447745.
- Patel, Hitendra (2008). Khudiram Bose: Revolutionary Extraordinaire. New Delhi: Publications Division, Ministry of Information and Broadcasting, Govt. of India. ISBN 978-81-230-2278-9.
- Popplewell, Richard James (1995). Intelligence and Imperial Defence: British Intelligence and the Defence of the Indian Empire, 1904-1924. London, England: Frank Cass. ISBN 978-0-7146-4580-3.
- Puniyani, Ram (2005). Religion, Power and Violence: Expression of Politics in Contemporary Times. SAGE Publications. стр. 134—. ISBN 978-0-7619-3338-0.
- Brown, Judith M. (1972). Gandhi's Rise to Power: Indian Politics 1915–1922. Cambridge South Asian Studies. Cambridge University Press. ISBN 978-0-521-08353-9.
- Brown, Judith M. (2009). „Gandhi and Civil Resistance in India, 1917–47”.  Ур.: Roberts, Adam; Ash, Timothy Garton. Civil Resistance and Power Politics: The Experience of Non-violent Action from Gandhi to the Present. Oxford University Press. ISBN 978-0-19-955201-6.
- Brown, Theodore (januar 2008). „Spinning for India's Independence”. Am J Public Health. 98 (1): 39. PMC 2156064 . PMID 18048775. doi:10.2105/AJPH.2007.120139.
- Gandhi, Mohandas (1993). An Autobiography: The Story of My Experiments With Truth. Boston: Beacon Press. ISBN 978-0-8070-5909-8.
- Gonsalves, Peter (2012). Khadi: Gandhi's Mega Symbol of Subversion. Sage Publications. ISBN 9788132107354.
- Gopal, Sarvepalli (1975). Jawaharlal Nehru: A Biography. Volume One: 1889 – 1947. Johnathan Cape. ISBN 978-0-224-01029-0.
- Majumdar, R. C. (1988) [First published 1962]. History of the Freedom movement in India. South Asia Books. ISBN 978-0-8364-2376-1.
- Sarkar, Sumit (1983). Modern India: 1885–1947. Madras: Macmillan. стр. 486. ISBN 978-0-333-90425-1.
- Seal, Anil (2007) [First published 1968]. Emergence of Indian Nationalism: Competition and Collaboration in the Later Nineteenth Century. London, England: Cambridge University Press. ISBN 978-0-521-06274-9.
- Singh, Jaswant (2009). Jinnah: India, Partition, Independence. Rupa & Co. ISBN 9788129113788.
- Sofri, Gianni (1995—1999). Gandhi and India: A Century in Focus. Janet Sethre Paxia (translator) (English edition translated from the Italian изд.). Gloucestershire: The Windrush Press. ISBN 978-1-900624-12-1.
- Wolpert, Stanley A. (1984). Jinnah of Pakistan. Oxford University Press. ISBN 978-0-19-503412-7.
- Wolpert, Stanley A. (2001). Gandhi's Passion: The Life and Legacy of Mahatma Gandhi. Oxford University Press. ISBN 978-0-19-513060-7.